# Maldonite
La maldonite est un minéral de la classe des sulfures. Son nom fait référence au site où il a été découvert en 1869, Nuggety, près de la ville de Maldon, État de Victoria, Australie. Il a été décrit par Ulrich,.

## Caractéristiques
La maldonite est un minéral d'or et de bismuth, chimiquement c'est le bismuthure de di-or de formule Au2Bi, de couleurs très variées allant du blanc au noir en passant par le rosé et le rougeâtre. Sa dureté sur l'échelle de Mohs oscille entre 1,5 et 2, et elle a une densité élevée (15,46-15,70 g/cm³). Elle cristallise dans le système cubique.

## Classification
Selon la classification de Nickel-Strunz, la maldonite appartient à "02.AA: Alliages de métalloïdes avec Cu, Ag, Au" avec les minéraux suivants : domeykite-β, algodonite, domeykite, koutekite, novakite, cuprostibite, kutinaïte, allargentum, dyscrasite et stistaïte.

## Formation et gisements
Elle se forme en-dessous de 373 °C, dans des conditions hydrothermales dans des veines d'or-quartz et dans des skarns calcosilicatés. Elle est généralement associée à d'autres minéraux tels que l'or, le bismuth, la bismuthinite, la joséite, l'arsénopyrite, la löllingite, la pyrite, la pyrrhotite, la chalcopyrite, la cubanite, la scheelite, l'apatite, la sidérite, la calcite et le quartz.